# Leonhard Thurneysser
Leonhard Thurneysser, nascido Leonhart Thurneisser zum Thurn  (Basileia, 22 de julho de 1531 – Colônia, 1595 ou 1596) foi um químico, alquimista, botânico, astrólogo, escritor e curandeiro suíço, ativo na corte do príncipe-eleitor João Jorge de Brandemburgo.
Filho de um ourives da Basileia, encantou-se pela química e pela mineralogia quando trabalhava como aprendiz do professor de medicina Johannes Huber, ajudando-o a coletar e preparar ervas e medicamentos. Huber o teria iniciado nas teorias de seu compatriota, Paracelso.
A partir de 1555, ganha a confiança  de Fernando I, Sacro Imperador Romano-Germânico, de seus filhos e de personalidades importantes  da época (Pietro Paolo Vergerio,  Girolamo Cardano e outros) como grande conhecedor de farmácia, química, metalurgia, botânica, matemática, astronomia e medicina. Por algum tempo, Thurneisser exerce a ourivesaria e dirige uma mina de Tarrenz, no Tirol, antes de ser nomeado inspetor de minas do Tirol (1558-1560). Filipina Welser, a esposa  morganática de Ferdinando II, conde do Tirol, encarregou-o de realizar múltiplas viagens - das Órcades ao Levante e de Portugal à Etiópia -, que ampliaram seu conhecimento médico, farmacêutico e químico. Nas suas andanças, coletou minerais, plantas e receitas medicinais. Passou assim a interessar-se  menos pela metalurgia, voltando sua atenção para a farmácia e a medicina paracelsista.
Em 1570, ao retornar do Oriente, apresenta-se como médico na corte do príncipe-eleitor João Jorge de Brandenburgo e, depois de curar sua mulher, Sabina de Brandenburg-Ansbach, tornou-se  médico do príncipe e seu consultor para assuntos de mineração e metalurgia. Graças à proteção de Sabina, ainda na década de 1570, Thurneisser instalou, no Graues Kloster, um antigo claustro franciscano, em Berlim, uma fábrica de produtos químicos,  com mais de 200 empregados. Ali se produziam salitre, ácidos minerais, alúmen, vidros coloridos, medicamentos e  diversas essências. Por essa razão, Leonhard Thurneisser é considerado como o primeiro fabricante de produtos da química fina. Na sua prática médica, substituía os repulsivos remédios galenistas pelos medicamentos de Paracelso, que batizava com nomes pomposos como ouro potável, tintura de ouro e magistério do sol.  No mesmo convento onde funcionava a fábrica, instalou também uma tipografia e editora, contando com representantes comerciais em várias cidades da alemãs e da polonesas.  
Também no mosteiro, criou um jardim botânico e  um gabinete de curiosidades de ciências naturais. Thurneisser  foi também um dos pioneiros no desenvolvimento de técnicas de análise química de águas minerais.
Notável poliglota  (o que lhe valeu a acusação de bruxaria), Thurneisser também deixou uma reputação de aventureiro e charlatão que teria enriquecido não só através da falsificação, mas também graças à prática de agiotagem na sua casa de penhores, venda de horóscopos, talismãs e remédios secretos (dentre os quais uma "poção de ouro medicinal"), além de alegar conhecer o segredo da transmutação do chumbo em ouro.
Seus detratores também o acusaram de participação no assassinato do alquimista Sebastian Siebenfreund  com a finalidade de roubar-lhe o segredo da pedra filosofal. Em razão do escândalo provocado pelo caso e das várias acusações de fraude que pesavam sobre ele, Thurneisser foi obrigado a deixar Berlim em 1584, regressando a Basileia, levando grande parte de sua fortuna. Lá se casou pela terceira vez em 1579. O casamento acabou mal e Thurneysser retornou a Berlim, mas a maior parte de suas propriedades foi confiscada e ficou com a ex-mulher. Em 1584, ele deixou Berlim definitivamente e se fez batizar na Igreja Católica. Por um breve período viveu na Itália, onde teria feito, diante da corte do Grão-Duque da Toscana, uma demonstração parcial da transmutação de um prego de ferro em ouro. 
Thurneisser morreu em 1595, em um monastério dominicano, perto de Colônia, em circunstâncias não explicadas. Em 8 de julho de 1596, foi sepultado no monastério, ao lado do sábio e alquimista medieval Alberto Magno, conforme era seu desejo.

## Principais obras
- Archidoxa (Münster, 1569; Berlim, 1575)
- Quinta essentia (Münster, 1570)
- Prokatalepsis (Frankfurt an der Oder, 1571)
- Pison (Frankfurt an der Oder, 1572)
- Chermeneia (Berlim, 1574)
- Onomasticon polyglosson (Berlim, 1574)
- Eyporadelosis (Berlim, 1575)
- Bebaiosis agonismoy (Berlim, 1576)
- Historia sive descriptio plantarum... (Berlim, 1578)
- Historia und Beschreibung influentischer, elementarische und natürlicher Wirkungen (Berlin, 1583)
- Megale chymia (Berlim, 1583)
- Melisath (Berlim, 1583)
- De transmutatione veneris in Solem (1585)
- Attisholtz oder Attiswalder Badordnung (Colônia, 1590)
- Reise und kriegs Apotecken (Leipzig, 1602)
- Zehn Bücher von kalten (warmen) mineralischen und metallischen Wassern (Strasbourg, 1612).

Em 1945, dois manuscritos inéditos e várias cartas teriam sido encontrados na Biblioteca Estatal de Berlim.